# ロメ協定
ロメ協定（ロメきょうてい）とは、1975年2月にトーゴのロメにおいて調印された、欧州連合 (EU) とアフリカ・カリブ海・太平洋諸国（ACP諸国）との間で結ばれた通商と経済支援に関する協定。

## 歴史
第1次ロメ協定は1976年4月に発効しているが、この協定によって欧州共同体（当時、EC）と発展途上にあったACP諸国、とくにイギリス、オランダ、ベルギー、フランスの旧植民地の国々との間において新たな協力枠組みが設けられた。具体的には、ACP諸国からの農産物と鉱山資源の輸出に対してECでは関税が課されなかったことが挙げられ、砂糖や牛肉といった製品について割当制度に基づく特恵的参入が認められたことにより、ECの農業との競争が進められた。さらにECではACP諸国に対して30億ECUの支援・投資を実施した。
ロメ協定はその後見直され、3度にわたって更新されている。第2次ロメ協定（1981年1月 - 1985年2月）では支援・投資額が55億ECUに増加された。さらに第3次ロメ協定は、1985年から通商分野の、1986年から経済支援分野の規定がそれぞれ発効され、1990年に失効しているが、支援・投資の規模が85億ECUに増額されている。1989年12月に調印された第4次ロメ協定では、通商規定については1990年から1999年の10年を実施期間としており、また支援・投資の額については最初の5年間で120億ECUの規模で実施されることが取りまとめられた。最終的に第1次協定で参加したACP諸国の数は46だったものが、第4次協定には70か国が参加するようになっていた。
ロメ協定による開発支援は欧州開発基金を通じて各地で実施され、投資援助については欧州投資銀行を中心として行われた。このほかStabexとSysminと呼ばれるスキームが設定され、これらは主要農産物および鉱山資源の世界的な物価がACP諸国にとって不利に変動しても、その補償融資を行うことが組み込まれている。
1992年末に単一欧州市場が創設されたことは、ACP諸国によるEU市場への特恵的参入にも影響を与えた。カリブ海諸国にある多くの零細バナナ農家は従来の市場、とくにイギリス、ドイツ、フランスへの特恵的参入を継続することを求めた。これらの農家はこれまでの優遇が廃止されると、中部アメリカの大規模農場産の安いバナナがEU市場を席巻することになり、このためカリブ海諸国の経済に壊滅的な打撃を受けることを恐れたのである。1993年、カリブ海諸国はEUに対して特恵的参入を第4次ロメ協定の期限切れまで維持することを求めて協議した。なお協定期限切れ後の措置の運用については結論が出されていない。
1995年アメリカ合衆国政府は世界貿易機関 (WTO) に対して、ロメ協定がWTOの規定に違反しているかどうか調査するよう訴えた。その後1996年にWTOの紛争解決機関はアメリカの訴えを認め、結果としてACP諸国が長年にわたって享受してきた内部補助金の制度が廃止された。しかしながらアメリカには不満が残り、EUとACP諸国との間での特恵的通商協定を廃止するべきだという主張がなされた。WTO紛争解決機関はこの問題について協議するパネル（小委員会）を設置し、その結論としてEUとACP諸国の協定はWTOの規定にそぐわないとされた。最終的にはEUとアメリカが協議し、双方の合意に達した。

### 近年の動き
2000年6月、ヨーロッパと発展途上国との間での通商・支援についての礎石となった第1次ロメ協定の調印から四半世紀が経過したこの年、新たな通商・支援協定がEUと71のACP諸国との間で合意され、第4次ロメ協定に替わるものとしてベナンのコトヌーで結ばれたコトヌー協定が策定された。ちなみに当初この協定についてはフィジーで会合が開かれる予定であったが、内政問題が激化したため中止された経緯がある。コトヌー協定の実施期間は20年を予定している。新たな協定では通商と協力に関して形態を変更し、個別の国ごとに行うこととした。ACP諸国でも経済力が弱い一部の国はなおもEU市場への自由な参入を続けることができ、またEUと比較的裕福な発展途上国との間での自由貿易協定を結ぶこともできる。一方でコトヌー協定に対しては、ACP諸国に対する融資条件が厳しくなり、そのため不利になるとして互恵的でなくなるという批判がある。従来ロメ協定の恩恵を受けてきたACP諸国ではコトヌー協定があまり有利な内容となっていないため、経済発展が阻害されている。